# Fuente de la Templanza
La Fuente de la Templanza es un monumento de la Ciudad de México, ubicado en la primera sección del Bosque de Chapultepec, cerca de la tribuna monumental.

## Historia
En 1907 el general Porfirio Díaz instruyó al ministro de Relaciones Exteriores Ignacio Mariscal, a través de su sobrino el arquitecto Nicolás Mariscal para que el escultor Enrique Guerra creara los modelos de cuatro esculturas que adornarían la fachada principal del Ministerio de Relaciones Exteriores (MRE), todo esto como parte de las celebraciones del Centenario de la Independencia de México. 
En noviembre de 1907 se realizó el contrato y Enrique Guerra realizó los modelos en yeso que representaban a las virtudes cardinales, los cuales fueron trasladados al taller del artesano Alessandro Lucchetti en Carrara, Italia, donde fueron tallados en mármol. Las esculturas llegaron a México a principios de 1910. Enrique Guerra les dio los últimos detalles y las firmó y fueron colocadas en la fachada del edificio del ministerio a mediados de 1910.
Las esculturas permanecieron en la fachada del MRE desde el día de la inauguración en 1910 hasta 1923, fecha en que el edificio fue demolido debido a la ampliación del Paseo de la Reforma. Las piezas fueron depositadas en las bodegas del interminable Palacio Legislativo, ya que las obras de este estuvieron suspendidas desde 1911 hasta 1932.
En 1931, el presidente de la República Pascual Ortiz Rubio ordenó que las esculturas fueran colocadas en el bosque de Chapultepec para ser exhibidas al público, sin embargo, el coronel Adalberto Tejeda, gobernador de Veracruz, reclamó para la capital de su estado, la ciudad de Xalapa -ciudad natal de Enrique Guerra- algunas de las esculturas, por lo que la Justicia, la Prudencia y la Fortaleza fueron trasladadas a Xalapa y se ordenó la construcción de una fuente para ubicar a Templanza en el Bosque de Chapultepec, donde sigue hasta nuestros días.

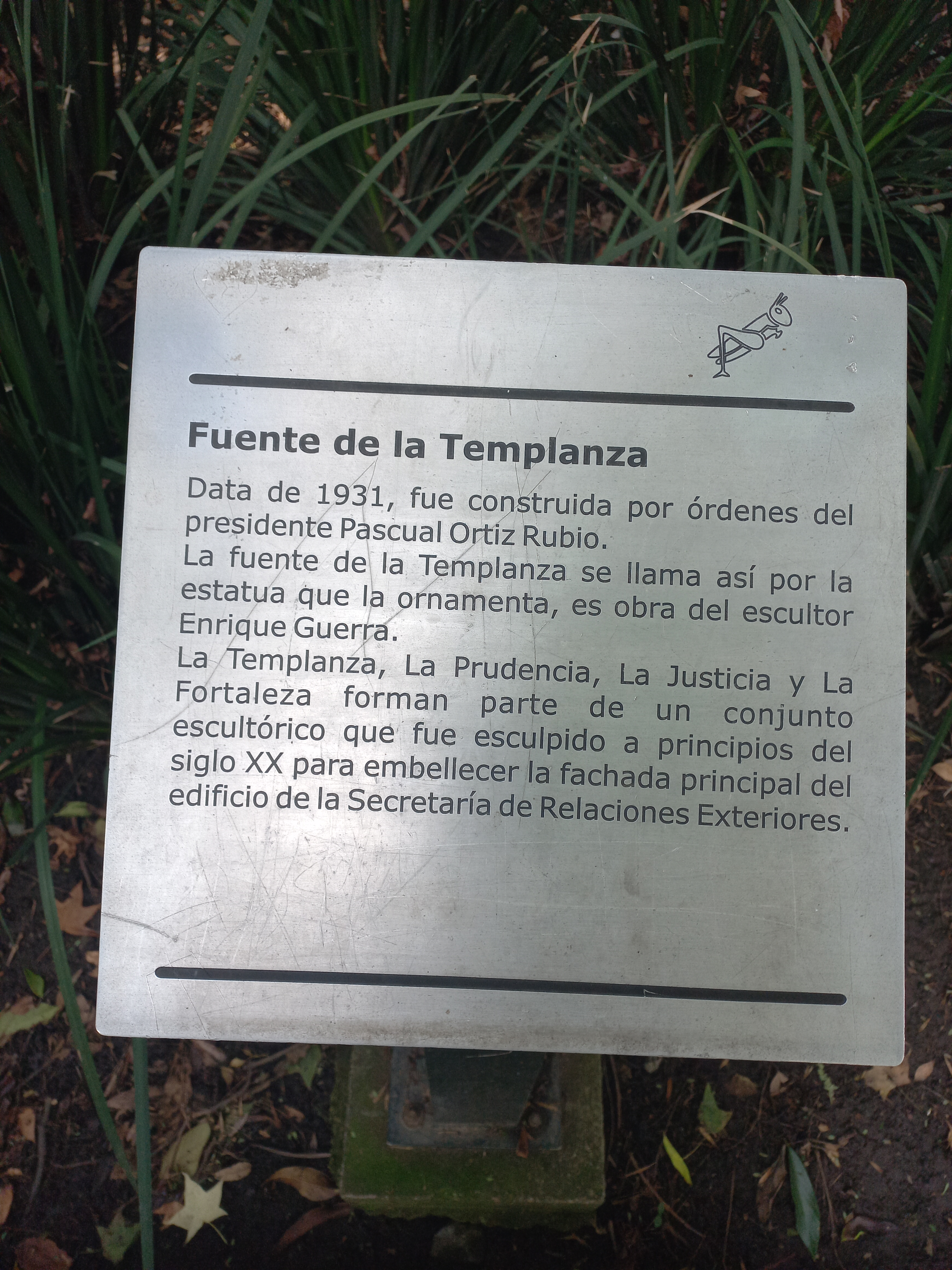
Cédula informativa de la Fuente de la Templanza en el Bosque de Chapultepec

En 1979 el presidente municipal de Xalapa, Rubén Pabello Rojas inicia la gestión con el Regente del Departamento del Distrito Federal (DDF) de aquel entonces, Carlos Hank González para devolver Templanza a Xalapa, algo que no fue posible por formar parte del catálogo de la Ciudad de México; por tal razón Pabello Rojas contrata los servicios del escultor Armando Zavaleta León para realizar una réplica con un mármol de Tatatila y así, completar el conjunto escultórico ubicado en Xalapa, con las demás piezas originales.

## Características
La fuente tiene una forma semielíptica y forma parte de un paisaje desarrollado en varios planos: en el primero está la escultura de David con la honda, atrás está la Templanza y después el ahuehuete llamado El Sargento y la Tribuna Monumental.

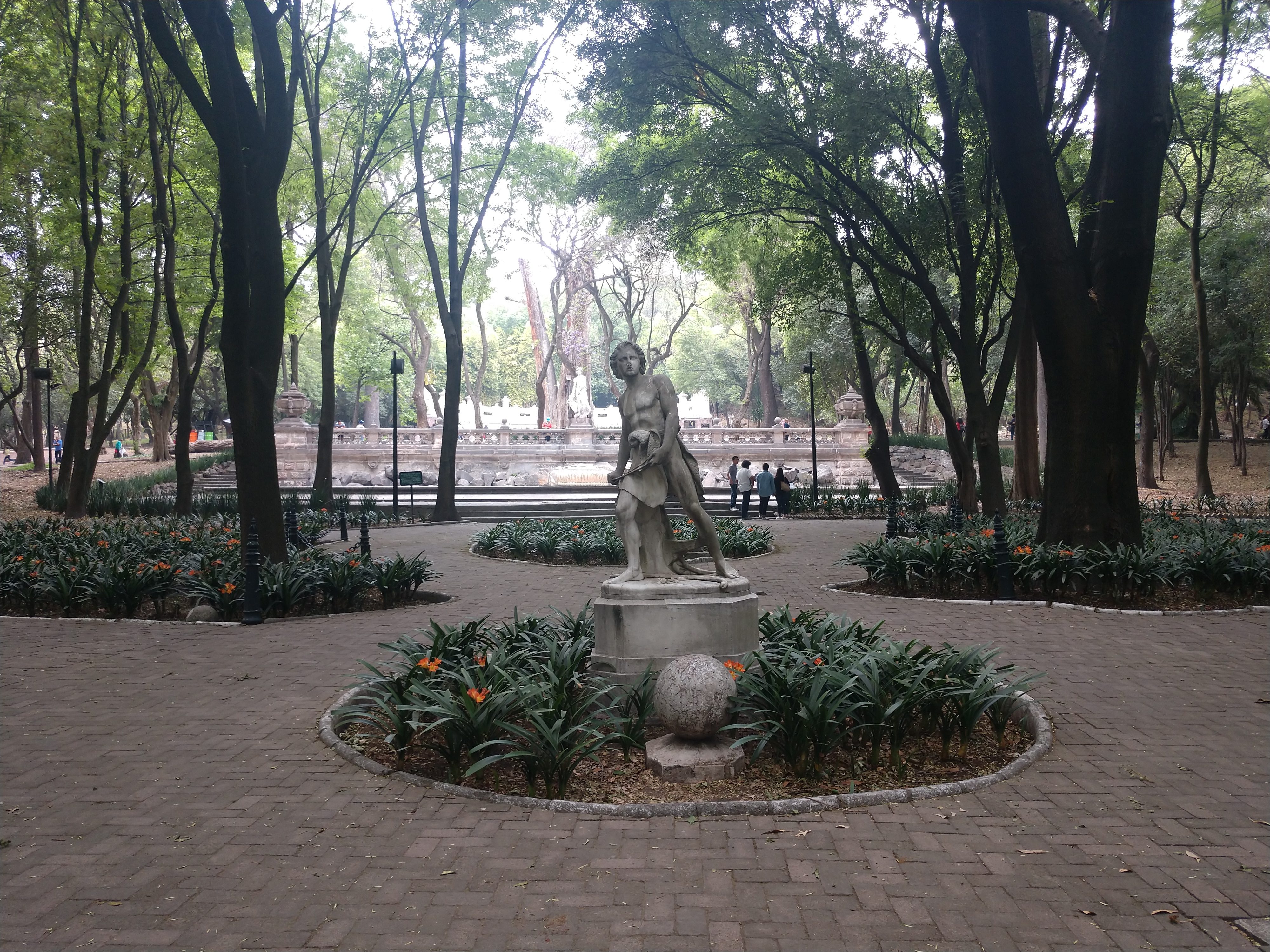
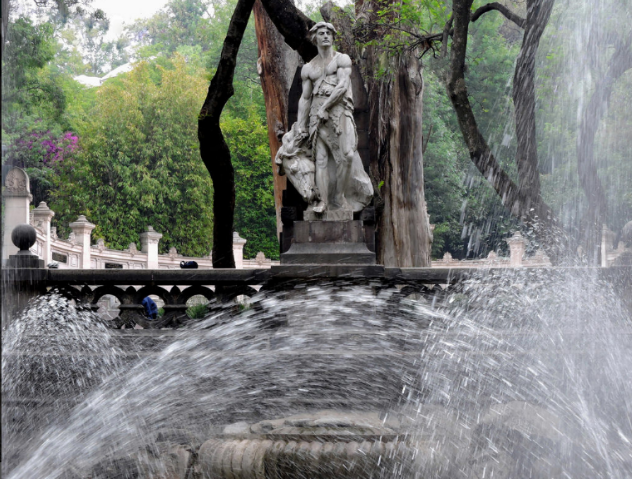
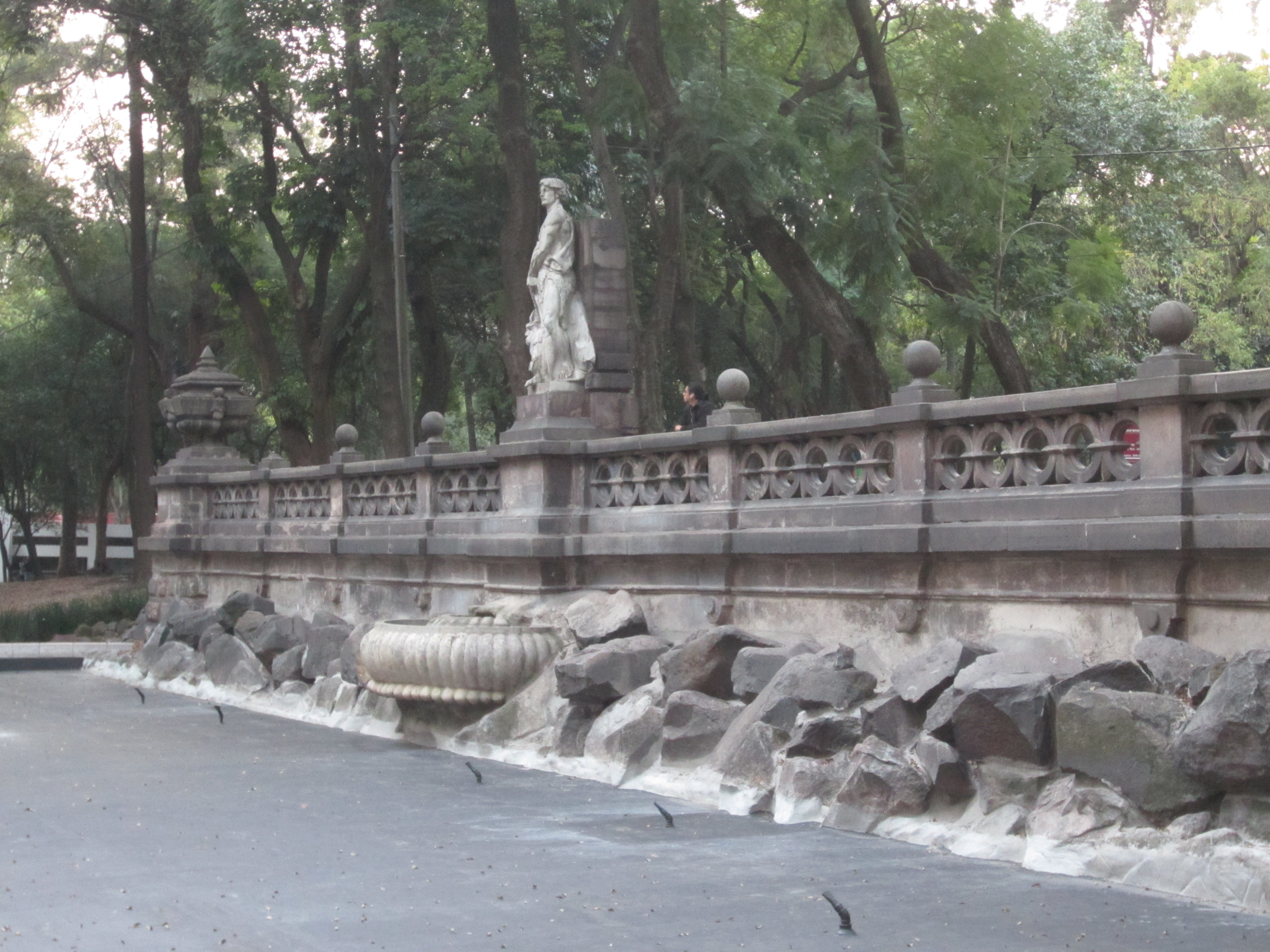